# Rila
Rila (tiếng Bulgaria: Рила, phát âm [ˈriɫɐ]) là một dãy núi ở tây nam Bulgaria, là dãy núi cao nhất Bulgaria và toàn Balkan, với đỉnh cao nhất là Musala (2.925 m). Đây cũng dãy núi cao thứ sáu châu Âu (nếu mỗi khối núi chỉ được đại diện bởi đỉnh cao nhất), sau Kavkaz, Alps, Sierra Nevada, Pyrénées và Núi Etna. Hơn một phần ba dãy núi nằm trong vườn quốc gia Rila, phần còn lại nằm trong vườn tự nhiên tu viện Rila.

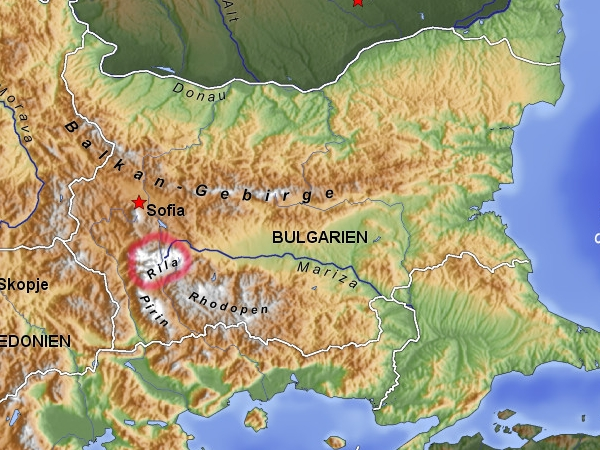
Vị trí của Rila và các dãy núi Balkan, Rhodope, Pirin

Tên dãy núi được cho là xuất phát từ con sông cùng tên, bắt nguồn từ động từ "рыти" ("bới đất") trong tiếng Bulgaria cổ.
Rila có nhiều hồ băng (khoảng 200) và suối nước nóng. Một vài trong số những con sông dài nhất Balkan bắt nguồn từ Rila, gồm Maritsa, Iskar và Mesta. Đây cũng là nơi Bảy Hồ Rila tọa lạc.
Về văn hóa, Rila được biết đến với tu viện Rila, tu viện lớn nhất Bulgaria, được thành lập vào thế kỷ 10 bởi Thánh John của Rila.